# Sevilla Fútbol Club 2008-2009
Questa voce raccoglie le informazioni riguardanti il Sevilla Fútbol Club nelle competizioni ufficiali della stagione 2008-2009.

## Rosa
| N. |                           | Ruolo | Calciatore              |
| -- | ------------------------- | ----- | ----------------------- |
| 1  | Spagna (bandiera)         | P     | Andrés Palop            |
| 2  | Spagna (bandiera)         | D     | Javi Navarro (Capitano) |
| 3  | Serbia (bandiera)         | D     | Ivica Dragutinović      |
| 4  | Francia (bandiera)        | D     | Sébastien Squillaci     |
| 5  | Argentina (bandiera)      | C     | Aldo Duscher            |
| 6  | Brasile (bandiera)        | C     | Adriano Correia         |
| 7  | Spagna (bandiera)         | C     | Jesús Navas             |
| 8  | Italia (bandiera)         | C     | Enzo Maresca            |
| 9  | Costa d'Avorio (bandiera) | A     | Arouna Koné             |
| 10 | Brasile (bandiera)        | A     | Luis Fabiano            |
| 11 | Brasile (bandiera)        | C     | Renato                  |
| 12 | Mali (bandiera)           | A     | Frédéric Kanouté        |
| 13 | Spagna (bandiera)         | P     | Javi Varas              |

| N. |                           | Ruolo | Calciatore         |
| -- | ------------------------- | ----- | ------------------ |
| 14 | Francia (bandiera)        | D     | Julien Escudé      |
| 15 | Colombia (bandiera)       | D     | Aquivaldo Mosquera |
| 16 | Spagna (bandiera)         | D     | David Prieto       |
| 17 | Spagna (bandiera)         | C     | Diego Capel        |
| 18 | Spagna (bandiera)         | D     | Fernando Navarro   |
| 19 | Uruguay (bandiera)        | A     | Ernesto Chevantón  |
| 20 | Belgio (bandiera)         | C     | Tom de Mul         |
| 21 | Argentina (bandiera)      | A     | Lautaro Acosta     |
| 22 | Costa d'Avorio (bandiera) | C     | Koffi Ndri Romaric |
| 23 | Argentina (bandiera)      | D     | Federico Fazio     |
| 24 | Francia (bandiera)        | C     | Abdoulay Konko     |
| 26 | Spagna (bandiera)         | D     | José Ángel Crespo  |

## Calciomercato
| Acquisti | Acquisti | Acquisti | Acquisti |
| R.       | Nome     | da       | Modalità |
| -------- | -------- | -------- | -------- |

| Cessioni | Cessioni           | Cessioni          | Cessioni |
| R.       | Nome               | a                 | Modalità |
| -------- | ------------------ | ----------------- | -------- |
| P        | Morgan De Sanctis  | Galatasaray       | prestito |
| D        | José Manuel Casado | Recreativo Huelva | prestito |
| D        | Lolo               | Malaga            | prestito |
| C        | Duda               | Malaga            | prestito |

## Risultati

### Primera División

#### Girone d'andata
| Arbitro: | Undiano Mallenco |

|                     |           |                  |
| Juanjo Expósito 75’ | Marcatori | 70’ Luís Fabiano |

| Arbitro: | Mateu Lahoz |

|                                            |           |                                        |
| Chevantón 21’ Kanouté 36’, 59’ Maresca 37’ | Marcatori | 17’ Diego Castro 20’, 45’ (rig.) Bilić |

| Siviglia 21 settembre 2008, ore 17:00 3ª giornata | Real Betis            | 0 – 0 | Siviglia | Stadio Benito Villamarin (55.500 spett.)\| Arbitro: \| Alfonso Pérez Burrull \| |
| Arbitro:                                          | Alfonso Pérez Burrull |       |          |                                                                                 |

| Arbitro: | Velasco Carballo |

|                           |           |  |
| Maresca 57’ Chevantón 85’ | Marcatori |  |

| Arbitro: | Mejuto González |

|  |           |                  |
|  | Marcatori | 21’ Luís Fabiano |

| Arbitro: | Rodríguez Santiago |

|                                                  |           |  |
| Kanouté 25’ Renato 40’ Adriano 76’ Chevantón 80’ | Marcatori |  |

| Arbitro: | Daudén Ibáñez |

|  |           |             |
|  | Marcatori | 51’ Adriano |

| Arbitro: | Ayza Gámez |

|  |           |                  |
|  | Marcatori | 15’ Adrián López |

| Arbitro: | Pérez Lasa |

|                             |           |                            |
| Sesma 43’ Canobbio 50’, 63’ | Marcatori | 18’ Renato 25’ Jesus Navas |

| Arbitro: | Mejuto González |

|             |           |  |
| Kanouté 62’ | Marcatori |  |

| Arbitro: | Delgado Ferreiro |

|  |           |                             |
|  | Marcatori | 36’ Luís Fabiano 88’ De Mul |

| Siviglia 22 novembre 2008, ore 22:00 12ª giornata | Siviglia          | 0 – 0 | Valencia | Stadio Ramón Sánchez-Pizjuán (40.000 spett.)\| Arbitro: \| Teixeira Vitienes \| |
| Arbitro:                                          | Teixeira Vitienes |       |          |                                                                                 |

| Arbitro: | Undiano Mallenco |

|  |           |                            |
|  | Marcatori | 20’ Eto'o 78’, 90+2’ Messi |

| Arbitro: | González Vázquez |

|                               |           |                                               |
| Raúl 18’ Higuain 66’ Gago 73’ | Marcatori | 3’ Adriano 22’ Romaric 38’ Kanouté 84’ Renato |

| Arbitro: | Megía Dávila |

|            |           |  |
| Renato 45’ | Marcatori |  |

| Maiorca 21 dicembre 2008, ore 17:00 16ª giornata | Maiorca         | 0 – 0 | Siviglia | Stadio de Son Moix (12.000 spett.)\| Arbitro: \| Muñiz Fernández \| |
| Arbitro:                                         | Muñiz Fernández |       |          |                                                                     |

| Arbitro: | Delgado Ferreiro |

|                 |           |              |
| Jesus Navas 49’ | Marcatori | 90’ Pandiani |

| Arbitro: | Rubinos Pérez |

|            |           |                                             |
| Bodipo 34’ | Marcatori | 50’ Luís Fabiano 78’ Renato 89’ Diego Capel |

| Arbitro: | Clos Gómez |

|            |           |  |
| Renato 81’ | Marcatori |  |

#### Girone di ritorno
| Arbitro: | Alfonso Javier Álvarez Izquierdo |

|  |           |                           |
|  | Marcatori | 23’ César Navas 46’ Žigić |

| Arbitro: | Megía Dávila |

|                  |           |  |
| Diego Castro 15’ | Marcatori |  |

| Arbitro: | González Vázquez |

|               |           |                                        |
| Kanouté 90+1’ | Marcatori | 69’ Sergio García 83’ Ricardo Oliveira |

| Arbitro: | Turienzo Álvarez |

|  |           |                    |
|  | Marcatori | 83’, 90+2’ Kanouté |

| Arbitro: | Pérez Lasa |

|                 |           |  |
| Jesus Navas 87’ | Marcatori |  |

| 25ª giornata |  | – |  |  |

| 26ª giornata |  | – |  |  |

| 27ª giornata |  | – |  |  |

| 28ª giornata |  | – |  |  |

| 29ª giornata |  | – |  |  |

| 30ª giornata |  | – |  |  |

| 31ª giornata |  | – |  |  |

| 32ª giornata |  | – |  |  |

| 33ª giornata |  | – |  |  |

| 34ª giornata |  | – |  |  |

| 35ª giornata |  | – |  |  |

| 36ª giornata |  | – |  |  |

| 37ª giornata |  | – |  |  |

| 38ª giornata |  | – |  |  |

### Coppa Uefa
| Arbitro: | Styles |

|                              |           |  |
| Adriano 6’ Diego Capel 90+2’ | Marcatori |  |

| Arbitro: | Ivanov |

|  |           |                  |
|  | Marcatori | 38’, 58’ Kanouté |